# La pasión de Javier
La pasión de Javier es una película peruana del director Eduardo Guillot y protagonizada por Stefano Tosso, en el papel del poeta y guerrillero Javier Heraud, y Vania Accinelli como Laura, la musa de Heraud.

## Sinopsis
La película está inspirada en la vida del poeta Javier Heraud, su vida universitaria y su trágico fallecimiento.
Perú, años sesenta. Javier Heraud, un estudiante de literatura, apasionado e inconformista, se enfrenta a su padre quien se opone a su vocación de poeta. En la universidad Javier conoce a Laura, de quien se enamora y a un grupo de jóvenes poetas e intelectuales junto a quienes se entregará con pasión al mundo de la poesía y la política. El conflicto con su padre se agudiza cuando Javier publica su primer poemario “El Río” y es invitado a un encuentro de juventudes en la Unión Soviética como delegado del movimiento político de izquierda al que pertenece. Javier queda deslumbrado con la Unión Soviética y visita París, donde se encuentra con Mario Vargas Llosa e intercambia impresiones sobre la Revolución Cubana que está en todo su apogeo. Ya con la convicción de que la revolución es el único camino para superar las desigualdades en América Latina, el destino lo lleva a Cuba para estudiar cine. Fascinado e identificado con los logros de la revolución, decide ser consecuente con sus ideales, dejar sus estudios y enrolarse, junto con otros peruanos, en un grupo guerrillero con el fin de llevar la revolución al Perú.

## Reparto
- Stefano Tosso como Javier Heraud.
- Lucho Cáceres como Jorge Heraud.
- Sofía Rocha como Victoria Heraud.
- Vania Accinelli como Laura.
- Tommy Párraga como Héctor Béjar.
- Sebastián Monteghirfo como Mario Vargas Llosa.
- Luis José Ocampo como César Calvo.
- Fiorella Pennano como prima de Laura.
- Gabriel Gonzáles como Degale
- Óscar Yepez como Alaín
- Alejandro Guzmán como Mito

## Producción
Se filmó en Lima, París y la selva de Madre de Dios. Contó con el apoyo del fondo Ibermedia de España, el Ministerio de Cultura y Deporte de España y del Ministerio de Cultura del Perú.
Fue estrenada el 26 de septiembre de 2019.

## Premios & Recorrido
- Ganador PRIX DU PUBLIC 17 Festival Images Hispano – Américaines / Annecy – Francia  2022.[8]
- Ganador PRIX DU PUBLIC Festival Cinema Hispanique / Clemort Ferrand – Francia 2021.
- Ganador GRAND PRIX Festival Cinema Peruvien de Paris, Le Soleil Tournant Mejor Film / Paris – Francia 2021[9]
- Selección Oficial 13 Festival de Cine Español HISPANOMETRAJE / Belgrado – Serbia 2021
- Selección Oficial XVI Festival de Cine Latinoameicano LAFF / Australia 2021[10]
- Selección Oficial FICG Festival Internacional de Cine en Guadalajara / Guadalajara – Mexico 2020[11]
- Selección Oficial CHICAGO LATINO FILM FESTIVAL / USA 2020[12]
- Selección Oficial 42 Festival Internacional del Nuevo CINE LATINOAMERICANO LA HABANA / Cuba 2020